# Powiat Leibnitz
Powiat Leibnitz (niem. Bezirk Leibnitz) – powiat w Austrii, w kraju związkowym Styria, przy granicy ze Słowenią. Siedziba powiatu znajduje się w mieście Leibnitz.

## Geografia
Powiat Leibnitz graniczy z następującymi powiatami: na północnym zachodzie z powiatem Graz-Umgebung, na zachodzie z powiatem Deutschlandsberg.
Największymi rzekami powiatu są Mura i Sulm.
Powiat leży w Lavanttaler Alpen.

## Demografia
| Rok  | Liczba mieszkańców |
| ---- | ------------------ |
| 1981 | 69 854             |
| 1991 | 71 712             |
| 2001 | 75 328             |
| 2016 | 81 305             |
| 2023 | 86 991             |

## Podział administracyjny
Powiat podzielony jest na 29 gmin, w tym jedną gminę miejską (Stadt), 16 gmin targowych (Marktgemeinde) oraz dwanaście gmin wiejskich (Gemeinde).
| Miasta 1. Leibnitz (13 014) Gminy targowe 1. Arnfels (974) 2. Ehrenhausen an der Weinstraße (2453) 3. Gamlitz (3212) 4. Gleinstätten (2806) 5. Gralla (2854) 6. Großklein (2247) 7. Heiligenkreuz am Waasen (2888) 8. Lebring-Sankt Margarethen (2246) 9. Leutschach an der Weinstraße (3543) 10. Sankt Georgen an der Stiefing (1591) 11. Sankt Nikolai im Sausal (2310) 12. Sankt Veit in der Südsteiermark (4489) 13. Schwarzautal (2332) 14. Straß in Steiermark (6406) 15. Wagna (6475) 16. Wildon (5738) | Gminy 1. Allerheiligen bei Wildon (1597) 2. Empersdorf (1412) 3. Gabersdorf (1294) 4. Heimschuh (1988) 5. Hengsberg (1493) 6. Kitzeck im Sausal (1174) 7. Lang (1372) 8. Oberhaag (2079) 9. Ragnitz (1560) 10. Sankt Andrä-Höch (1713) 11. Sankt Johann im Saggautal (1984) 12. Tillmitsch (3747) |

(liczba mieszkańców 1 stycznia 2023)

## Transport
Przez powiat przebiega autostrada A9 i drogi krajowe B67 (Grazer Straße) i B69 (Südsteirische Grenz Straße), B73 (Kirchbacher Straße) i B74 (Sulmtal Straße).
Jedyną linią kolejową w powiecie jest Południowa Kolej Austriacka (Südbahn) łącząca Wiedeń z Grazem i dalej Maribor w Słowenii.
Na granicy państwowej umiejscowiono dziewięć drogowych przejść granicznych i jedno kolejowe.